# ジェイ・シルベスター
ジェイ・シルベスター（Jay Silvester、1937年8月27日 - ）は、アメリカ合衆国の陸上競技選手。男子円盤投の元世界記録保持者。1972年ミュンヘンオリンピックの銀メダリストである。ユタ州トレモントン出身。

## 経歴
シルベスターは1960年代から1970年代にかけて活躍した選手で、同年代のライバルでオリンピック4連覇を果たしたアル・オーターの影に隠れてしまっているが、オーター回と同じ4回の世界新記録を出しており、もっと注目されてもよい選手である。
シルベスターは、1960年ローマオリンピックの派遣選手を決める代表選考試合で、ライバルのリンク・バブカやオーターらに敗れ4位となり、惜しくも出場を逃している。しかし、翌年の1961年8月11日、西ドイツのフランクフルトにおいて、60m56の投てきで、自身初の世界新記録とともに、史上初の公認の60mスローを達成した。（オーターとバブカはすでに61mを投げていたが公認されていない。）そのわずか9日後、ベルギーのブリュッセルにおいて、60m72と自身の世界記録を更新している。その後も9月に64m06という驚異的な記録を出したものの、公認されることはなく、1962年にロンドンで60m85を出したときには、すでにオーターが61m10の世界記録を出していた後だった。
1964年東京オリンピック出場を決める選考会では、シルベスターはオーターを下し1位でオリンピック初出場を決めた。オリンピックでは、シルベスターは5投目に59m09を投げこの時点で3位に浮上した。一方オーターは4位に転落した。しかし、オーターが直後に61m00とトップに立つ投てきで逆転。シルベスターは逆に4位に転落。そのままシルベスターの最終投てきもファールとなり、初めてのオリンピックで4位と惜しくもメダルに届かなかった。
1968年メキシコシティーオリンピックが開催される年のシルベスターは好調であった。5月25日に66m54の記録を出し、チェコスロバキアのルドビク・ダネクが持っていた世界記録を7年ぶりに奪還。オリンピック直前の9月18日にはネバダ州のリノで、68m07、68m40と連続世界新記録を達成した。オリンピックではオーターの前人未到の4連覇の偉業がかかっていたが、この年のオーターとの直接対決はシルベスターが7戦して6勝しており、オリンピックでもシルベスターのほうが下馬評が高かった。
さて本番では、予選からシルベスターは63m34のオリンピック新記録を樹立。好調を維持していた。ところが、決勝ではフォームを崩してしまい。61m78しか投げられず5位と惨敗してしまった。一方で、オーターは決勝で64m78と、シルベスターが予選で出したオリンピック記録を破り4連覇の大偉業を達成した。
オーター引退後の1972年、3回目のオリンピックとなったミュンヘンオリンピックでは、63m50の投てきで5投目までトップに位置していた。しかし、最終投てきで、ダネクが64m40の投てきでシルベスターを逆転。シルベスターは金メダルを逃してしまったものの銀メダルを獲得。はじめての表彰台に立った。
1976年、シルベスターは最後のオリンピックとなったモントリオールオリンピックに4大会連続出場を果たす。アメリカ選手ではマック・ウィルキンズやジョン・パウエルといった新しい勢力が台頭する中、8位に終わり、現役を引退した。
シルベスターはその後、ユタ州のブリガムヤング大学の教授となった。

## 主な実績
| 年   | 大会                   | 場所                     | 種目   | 結果 | 記録   |
| ---- | ---------------------- | ------------------------ | ------ | ---- | ------ |
| 1964 | オリンピック           | 東京(日本)               | 円盤投 | 4位  | 59.09m |
| 1968 | オリンピック           | メキシコシティ(メキシコ) | 円盤投 | 5位  | 61.78m |
| 1972 | オリンピック           | ミュンヘン(西ドイツ)     | 円盤投 | 2位  | 63.50m |
| 1975 | パンアメリカンゲームズ | メキシコシティ(メキシコ) | 円盤投 | 3位  | 59.82m |
| 1976 | オリンピック           | モントリオール(カナダ)   | 円盤投 | 8位  | 61.98m |